# O Cara Certo
O Cara Certo é o segundo álbum de estúdio do cantor e compositor brasileiro Dilsinho. Lançado em 10 de junho de 2016 pela Sony Music, o segundo disco também contou com a produção de Bruno Cardoso e Lelê Das 15 faixas 8 são autorais, Dilsinho cita que esse trabalho está muito mais maduro do que o disco de estreia Dilsinho (2014).

## Produção
O álbum possui três colaborações, Dilsinho convidou o grupo Sorriso Maroto na faixa-título "O Cara Certo", o grupo Turma do Pagode na faixa "Garota de Família" e faz um hip hop com o cantor Micael Borges na canção "Faça a Sua Aposta".
| “ | “Assim que escolhemos esta música como faixa do disco, despertamos a vontade de trazer uma participação que comunicasse com o hip hop nacional e o Mika tem isso na essência. Ele é jovem, fala de coisas leves e tem a positividade que essa música precisa. Já curtíamos um o trabalho do outro e agora estamos mais felizes ainda de estarmos cantando juntos" | ” |

fala Dilsinho.

## Singles
O primeiro single do álbum foi "Se Quiser", lançada em 6 de outubro de 2015. O segundo single, "Trovão" foi liberada em 8 de abril de 2016, na mesma data também estreou um videoclipe para a canção. "Refém" foi lançada na sequência em duas versões: uma normal e um remix produzido por Dennis DJ O quarto single, "Cansei de Farra", foi responsável por tornar o cantor conhecido fora do Rio de Janeiro, se tornando um grande sucesso nacional e atingindo a posição 38 na Brasil Hot 100 Airplay. O quinto e último single, "Piquenique", atingiu o pico de 32 na tabela nacional.

## Lista de faixas
| N.º            | Título                                      | Compositor(es)                                | Duração  |  |
| 1.             | "Nada Além"                                 | Dilsinho                                      | 3:18     |  |
| 2.             | "Trovão"                                    | Matheus Santos                                | 3:43     |  |
| 3.             | "Se Quiser"                                 | Dilsinho                                      | 3:25     |  |
| 4.             | "Refém"                                     | Thiago Silva Pedro Felipe Matheus Santos      | 3:43     |  |
| 5.             | "Tamanho PPP"                               | Munir Trad Marquinhos de Moraes Wyllyam Souza | 3:04     |  |
| 6.             | "Toma Vergonha"                             | Flavinho do Kadet Rafinha Rsq                 | 2:15     |  |
| 7.             | "O Cara Certo" (Part. Sorriso Maroto)       | Dilsinho                                      | 3:19     |  |
| 8.             | "Cansei de Farra"                           | Pedro Felipe                                  | 3:50     |  |
| 9.             | "Faça a Sua Aposta" (Part. Micael Borges)   | Rafa Chagas Shark                             | 3:22     |  |
| 10.            | "Falsidade"                                 | Munir Trad Dilsinho                           | 3:07     |  |
| 11.            | "Papo de Futuro"                            | Munir Trad Marquinhos de Moraes               | 3:18     |  |
| 12.            | "Tique Nervoso"                             | Pedro Felipe Dilsinho Bruno Britto            | 3:08     |  |
| 13.            | "Presente do Destino"                       | Pedro Felipe Dilsinho Matheus Santos          | 3:35     |  |
| 14.            | "Garota de Família" (Part. Turma do Pagode) | Munir Trad Marquinhos de Moraes               | 3:02     |  |
| 15.            | "Piquenique"                                | Pedro Felipe Marcos Brito Dilsinho            | 3:30     |  |
| Duração total: | Duração total:                              | Duração total:                                | 00:49:39 |  |